# Zacarías Salmerón
Zacarías Salmerón Daza (Tlapehuala, Guerrero, México, 6 de septiembre de 1918-28 de enero de 2011) fue un compositor, músico y violinista mexicano, exponente de la música calentana. 

## Biografía
Zacarías Salmerón Daza nació en Tlapehuala, Guerrero, México. Es sobrino de Isaías Salmerón Pastenes, quien es considerado como pilar de la música calentana y quien fuera maestro de Zacarías y de Juan Reynoso Portillo. Es considerado como un importante compositor del son calentano, género musical de la región de Tierra Caliente, junto con otras figuras como Alfonso Salgado, Juan Reynoso Portillo, Ángel Tavira, Cástulo Benítez, José Natividad Leandro y Pedro Ignacio Pablo. Estudió en la Escuela Nacional de Bellas Artes y es autor de alrededor 50 valses. Ha grabado tres álbumes titulados El poeta del violín, Entre amigos, y Bienvenidos a Tlapehuala. Además fue maestro de música en un jardín de niños de Tlapehuala, plaza que le consiguiera el presidente Lázaro Cárdenas, quien gozaba de su amistad. Con su música viajó a diversas ciudades de México y de los Estados Unidos, llegando a tocar en la Casa Blanca ante el presidente Jimmy Carter. Estuvo casado dos veces, de su primer matrimonio tuvo ocho hijos, y uno más de su segundo matrimonio con Consuelo Segura Beltrán.